# Aseraggodes cyaneus
Aseraggodes cyaneus är en fiskart som först beskrevs av Alcock, 1890.  Aseraggodes cyaneus ingår i släktet Aseraggodes och familjen tungefiskar. Inga underarter finns listade i Catalogue of Life.